# Liste der Biografien/Bru
Liste der Biografien |
Portal Biografien |
Personensuche
# |
A |
B |
C |
D |
E |
F |
G |
H |
I |
J |
K |
L |
M |
N |
O |
P |
Q |
R |
S |
T |
U |
V |
W |
X |
Y |
Z |
?
 
Ba |
Be |
Bd |
Bg |
Bh |
Bi |
Bj |
Bl |
Bm |
Bn |
Bo |
Br |
Bs |
Bu |
Bw |
By |
Bz
 
Bra |
Brc |
Brd |
Bre |
Brg |
Bri |
Brj |
Brk |
Brl |
Brn |
Bro |
Brp–Brt |
Bru |
Brv |
Bry |
Brz
 
Brua |
Brub |
Bruc |
Brud |
Brue |
Bruf |
Brug |
Bruh |
Brui |
Bruj |
Bruk |
Brul |
Brum |
Brun |
Brup |
Brur |
Brus |
Brut |
Bruu |
Bruv |
Bruw |
Brux |
Bruy |
Bruz
Die Liste der Biografien führt alle Personen auf, die in der deutschsprachigen Wikipedia einen Artikel haben. Dieses ist eine Teilliste mit 9 Einträgen von Personen, deren Namen mit den Buchstaben „Bru“ beginnt.

## Bru
- Bru i Salelles, Lluís (1868–1952), spanischer Mosaizist und Bühnenbildner des katalanischen Modernisme
- Bru, Ayne, deutscher oder niederländischer Maler
- Bru, Francisco (1885–1962), spanischer Fußballspieler, -schiedsrichter und -trainer
- Brú, Heðin (1901–1987), färöischer Schriftsteller
- Bru, Jon (* 1977), spanischer Radrennfahrer
- Bru, Myriam (* 1930), französische SchauspielerinMyriam Bru (* 1930)

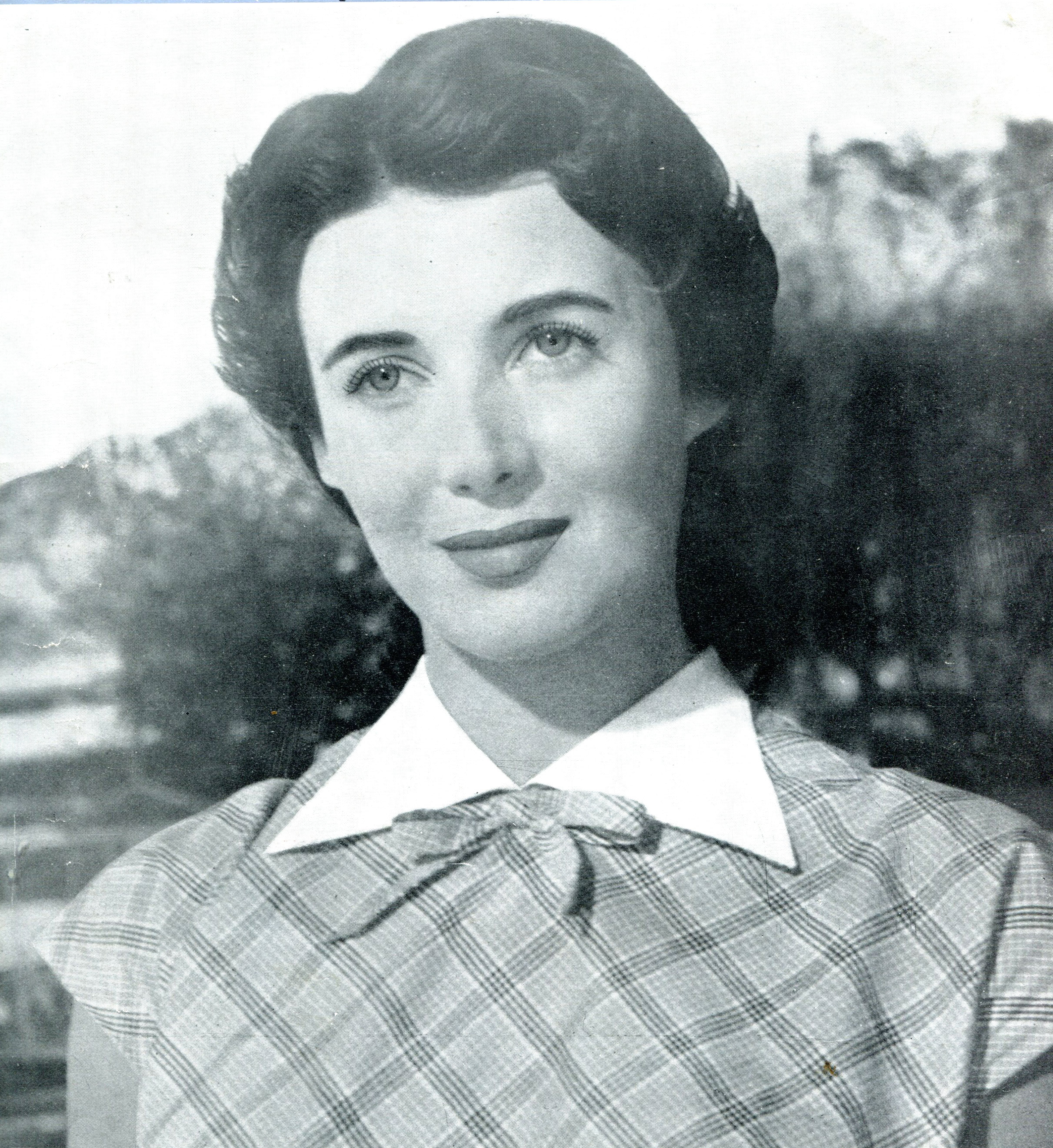
Myriam Bru (* 1930)

- Bru, Raymond (1906–1989), belgischer Florettfechter
- Bru, Stéphanie (* 1973), französische Architektin und Universitätsprofessorin
- Bru, Tina (* 1986), norwegische Politikerin